# Шліттерс
Шліттерс (нім. Schlitters) — громада округу Швац у землі Тіроль, Австрія.
Шліттерс лежить на висоті 548 м над рівнем моря і займає площу 10,36 км². Громада налічує 1400 мешканців.
Густота населення 135/км².
|                                   |
| Шліттерс на мапі округу та землі. |

 Адреса управління громади: Schlitters 52a, 6262 Schlitters.